# Kieran Marmion

a Compétitions nationales et continentales officielles uniquement.

b Matchs officiels uniquement.
Dernière mise à jour le 1 octobre 2023.
Kieran Marmion, né le 11 février 1992 à Barking est un joueur international irlandais de rugby à XV. Il joue au poste de demi de mêlée à Bristol en Premiership depuis 2023, après avoir évolué onze ans au Connacht.

## Biographie

### Jeunesse et formation
Kieran Marmion est le fils de Mick Marmion, ancien centre des Saracens. Né en à Barking en Angleterre de parents irlandais, il a été élevé à Brecon au pays de Galles où il a fréquenté la Cardiff Metropolitan University. 
Il joue dès son plus jeune âge avec les Irish Exiles, organisation mise en place par la fédération irlandaise de rugby à XV pour permettre aux jeunes joueurs vivant à l'étranger et sélectionnables en équipe d'Irlande de jouer ensemble. Il fréquente ainsi les équipes des moins de 18 ans, moins de 19 ans et moins de 20 ans des Exiles. Ce parcours lui permet d'être plus tard sélectionné en équipe d'Irlande des moins de 20 ans puis d'intégrer en 2011 le centre de formation du Connacht.

### Carrière en club
Marmion intègre le centre de formation du Connacht en 2011. Il fait ses débuts en Pro12 le 1er septembre 2012 contre les Cardiff Blues puis connait son premier match en Coupe d'Europe le 13 octobre 2012 contre le Zebre. Il participe ainsi à la première victoire à l'extérieur en Coupe d'Europe du Connacht. En novembre de la même année, il signe un contrat professionnel de deux ans avec le Connacht.   Au total pour sa première saison, Marmion dispute les 22 matchs de la saison régulière de Pro12 et les six matchs de poule de Coupe d'Europe, à chaque fois comme titulaire.
Il inscrit son premier essai pour le Connacht le 28 septembre 2013 lors d'un match de Pro12 contre les Ospreys. Cette saison-là, il dispute à nouveau la totalité des matchs du Connacht, n'étant remplaçant qu'à deux reprises. En novembre 2013, il signe une prolongation de contrat jusqu'à l'été 2016.
Durant la saison 2015-2016, il joue 24 matchs toutes compétitions confondues dont 19 titularisations et marque cinq essais. Cette saison, son équipe se qualifie pour la première fois de son histoire en finale du Pro12, où elle affronte le Leinster. Il est titulaire lors de ce match à l'issue duquel le Connacht est sacré champion, en s'imposant sur le score de 20 à 10 dans le stade de Murrayfield d'Édimbourg. Le Connacht remporte alors le tout premier trophée majeur de son histoire,.
En 2022-2023, sa province se qualifie en quart de finale où les siens éliminent l'Ulster, avant d'être battus en demi-finale par les Stormers. C'est la deuxième fois de son histoire que le Connacht atteint se stade de la compétition après 2016. À la fin de cette saison, il quitte sa province pour rejoindre le club anglais de Bristol, où il remplace Andy Uren parti au Benetton Trévise,.

### Carrière internationale
Qualifié du fait de ses parents irlandais, Marmion a joué dans les différentes équipes irlandaises de jeunes. Il fait ses débuts avec les moins de 20 ans le 10 juin 2011 contre l'Angleterre à l'occasion des matchs de poule du Championnat du monde junior de rugby à XV 2011. Il dispute à nouveau le championnat du monde junior l'année suivante et notamment à la victoire historique contre l'Afrique du Sud.
En mai 2013, Marmion est appelé dans l'équipe d'Irlande senior préparant la tournée d'été en Amérique du Nord mais il ne dispute aucun des matchs de la tournée. Il est à nouveau appelé en janvier 2014 dans le groupe irlandais élargi pour préparer le Tournoi des Six Nations. Dans le cadre de la préparation, il dispute un match avec les Ireland Wolfhounds (en) contre les England Saxons le 25 janvier 2014 mais ne participe à aucun match du tournoi. 
Il connait sa première cape internationale le 7 juin 2014 contre l'Argentine lors de la tournée d'été 2014.

## Palmarès
- Connacht
  - Vainqueur du Pro12 en 2016